# Baotou
Baotou (cinese: 包头, Pinyin: Bāotóu, mongolo: Buɣutu, nome precedente Paw Tan Chen) è una città-prefettura della Mongolia Interna, in Cina. Baotou in mongolo vuol dire luogo con cervo, mentre in cinese significa "città del cervo" (cinese: 鹿城, Pinyin: Lucheng).

## Suddivisioni amministrative
- Distretto di Hondlon
- Distretto di Donghe
- Distretto di Qingshan
- Distretto di Shiguai
- Bayan Obo
- Distretto di Jiuyuan
- Contea di Guyang
- Bandiera contea destra di Tumed
- Bandiera unita di Darhan Mumingghan